# Київське товариство лікарів
Київське товариство лікарів, або Товариство київських лікарів — організація лікарів міста Києва, заснована 1840 року. Існувала до 1928 року.

## Заснування
У витоку товариства стояли лікарі Карл Боссе, Л. Ф. Гротковський, Ф. Ф. Мерінг. Відкриття Товариства урочисто відбулося 29 жовтня 1840 року. Першим президентом став інспектор лікарської управи хірург Іван Кудрявцев, а секретарем — штаб-лікар С. І. Волинський. Засідання було висвітлено статтями в газетах «Друг здравія» та «Сєверная пчела».
Основними задачами товариства було об'єднати лікарів та дослідників медицини з метою поліпшення лікування хвороб та профілактики їх розповсюдження.
1850 року Міністерством внутрішніх справ імперії був затверджений статут товариства.

## Діяльність
У 1881 році за ініціативи Товариства був створений «Гурток лікарів з метою лікарських чергувань», перший аналог міської служби швидкої допомоги.
З 1886 року при Товаристві почали проводитися перші в світі «Народні медичні читання».
При Товаристві працювало санітарно-статистичне бюро. Товариство сприяло щепленням проти віспи, розробило інструкції щодо боротьби з інфекційними хворобами.
Першу жінку-лікаря на прізвище Тальберг у товариство запропонував прийняти Юлій Мацон у 1881 році, проте тоді члени товариства відмовили. Першу лікарку прийняли 1882 року.
11 листопада 1892 року в журналі «Врач» було опубліковано листа про вихід з товариства професорів Володимир Підвисоцького, Павла Морозова, Олексія Садовеня, Василя Чернова, Якова Якимовича на знак незгоди з політикою голови товариства Никанора Хржонщевського.
1895 року при Товаристві київських лікарів було створено хіміко-мікроскопічний кабінет за ініціативою Федора Леша.
1910 року Товариство відкрило «Лікарню лікарів-спеціалістів» (Георгієвську) для нужденних.

## Члени товариства

### Президенти
- Іван Кудрявцев (1840—1849)
- Володимир Караваєв (1849—1857)
- Сергій Алфер'єв (1857—1860)
- Християн Гюббенет (1860-69)
- Никанор Хржонщевський (1869—1872)
- Юлій Мацон (1872—1881)
- Григорій Мінх (1882—1886)
- Никанор Хржонщевський (1886—1892)
- Федір Леш (1894-97)
- Карл Тритшель (1897—1913)
- У 1914-1916 президент невідомий
- Василь Образцов (1917-1920)
- Феофіл Яновський (1922-1928)

### Почесні й дійсні члени
І. І. Мечников, С. П. Боткін, М. І. Пирогов, І. М. Сєченов, Л. Пастер та інші.
Секретарем був Т. О. Маковецький.

## Видання
- Праці Товариства київських лікарів (рос. «Труды Общества киевских врачей») (з 1894 року)
- Протоколи Товариства київських лікарів (з 1863 року)

## Дочірні організації

### Акушерсько-гінекологічне товариство
Акушерсько-гінекологічне товариство засновано 1886 року. Його очолювали Георгій Рейн, Григорій Писемський та інші. Його членами були: професор Василь Образцов, проф. Сергій Томашевський, професор Володимир Підвисоцький та інші. Товариство видавало «Протоколи засідань акушерсько-гінеколічного товариства в Києві» у 1887—1913 роках.

### Товариство боротьби із заразними хворобами
Товариство боротьби із заразними хворобами було засновано 14 квітня 1895 року. Основними задачами цього товариства було поширення знань серед лікарів та населення для запобігання розповсюдження інфекційних захворювань. Для наукових досліджень у галузі бактеріології в жовтні 1896 року було організовано Бактеріологічний інститут, який очолив Олександр Павловський, учень Коха та Пастера. З 1897 року товариство проводило курси з бактеріології для лікарів.

### Інші
- Фізико-медичне товариство (1896). Керівник Михайло Стуковенков.
- Психоневрологічне товариство (1897). Керівник Іван Сікорський.
- Дерматосифілідологічне товариство (1900). Керівник Сергій Томашевський.
- Товариство дитячих лікарів (1900). Керівник Василь Чернов.
- Київське товариство для боротьби з туберкульозом (1901) Тритшель, Високович, Яновський.
- Хірургічне товариство (1908). Керівник Микола Волкович.